# Aeroporto Internacional Rei Khalid
O Aeroporto Internacional Rei Khalid (em árabe: مطار الملك خالد الدولي; Maṭār al-Malik Khālid al-Duwaliyy), (IATA: RUH, ICAO: OERK), é um aeroporto localizado a 35 km ao norte de Riade, na Arábia Saudita. É o segundo aeroporto mais movimentado da Arábia Saudita, atrás do Aeroporto Internacional Rei Abdulaziz.

## Ligação externa
- «Sítio oficial»